# Gonars
Gonars (furlansko Gonârs) je mesto v italijanski deželi Furlanija - Julijska krajina, občina šteje nekaj manj kot 5000 ljudi. v bližini Palmanove (Videmska pokrajina). Blizu mesta je bilo med drugo svetovno vojno veliko koncentracijsko taborišče Gonars, pretežno za jetnike iz Ljubljanske pokrajine. Na vaškem pokopališču je velika grobnica žrtev fašizma.

## Mesto
Gonars šteje 4.586 prebivalcev (ocena 2005), leži pa na povprečno 21 m n.m.v. Mestna površina je 19,9 km².

## Galerija
- Kažipot v centru mesta
- Informacijska tabla o Gonarsu (v angleščini)